# الرموز الوطنيه للبوسنه والهرسك

## النباتات والحيوانات
|  | زنبق البوسنة (Lilium bosniacum) هو زنبق موطنه الأصلي البوسنة والهرسك. يُعرف أيضًا باسم الزنبق الذهبي ( Zlatni ljiljan ) وزنبق البوسنة ( Bosanski ljiljan ). يُعد الزنبق الذهبي رمزًا لمملكة البوسنة والهرسك والبوسنة . يتكون شعار النبالة الذي استخدمه آل كوترومانيتش، حكام البوسنة في العصور الوسطى والأراضي المحيطة بها، من ست زنابق ذهبية على خلفية زرقاء مع شريط أبيض. ويُستخدم اليوم كرمز وطني للمجتمع البوسني. |

## الطعام والشراب
|  | تشيڤابي طبق مشوي من اللحم المفروم، وهو نوع من الكباب ، يُقدم تقليديًا في دول جنوب شرق أوروبا . ويُعتبر طبقًا وطنيًا في البوسنة والهرسك . |
|  | البوريك معجنات هشة محشوة باللحم، تُلفّ تقليديًا بشكل حلزوني وتُقطّع إلى قطع للتقديم. يُسمى الطبق نفسه المحشو بالجبن القريش "سيرنيكا" ، وآخر بالسبانخ "زيليانيكا" ، وآخر بالبطاطس "كرومبيروشا" . جميع هذه الأنواع تُعرف عمومًا باسم "بيتا" (وهي كلمة صربية وبوسنية وكرواتية تعني فطيرة). |
|  | السارما طبق من أوراق العنب أو الملفوف أو السلق ، ملفوفة حول حشوة مصنوعة عادةً من اللحم المفروم، أو طبق حلو من عجينة الفيلو ملفوفة حول حشوة مصنوعة عادةً من أنواع مختلفة من المكسرات المفرومة. أما الطبق البوسني، فيضم الأرز واللحم المفروم، بالإضافة إلى لحم البقر المدخن المجفف. |
|  | جبن ليفنو هو جبن أُنتج لأول مرة في القرن التاسع عشر في منطقة ليفنو ، بمنطقة تروبولي ، استنادًا إلى تقنية فرنسية لصنع جبن جرويير . كان يُصنع في الأصل من حليب الأغنام، أما اليوم، فيُصنع بشكل رئيسي من خليط من حليب الأغنام والبقر. |
|  | القهوة البوسنية نوع من القهوة التركية . يختلف تحضيرها عن القهوة التركية في أنه عندما يغلي الماء، تُحفظ كمية صغيرة منه في فنجان قهوة لوقت لاحق. ثم تُضاف القهوة إلى الإبريق ( الدزفا )، ويُضاف الماء المتبقي في الكوب إلى الإبريق. يُعاد كل شيء إلى مصدر الحرارة ليصل إلى درجة الغليان مرة أخرى، وهو أمر لا يستغرق سوى ثوانٍ معدودة لأن القهوة ساخنة جدًا. يُعد شرب القهوة في البوسنة عادة يومية تقليدية، ويلعب دورًا هامًا في التجمعات الاجتماعية. |

## الناس
|  | القديس إيليا هو شفيع البوسنة والهرسك منذ عام 1752. |
|  | كان تفرتكو الأول حاكمًا بوسنيًا من العصور الوسطى ، وعضوًا في أسرة كوترومانيتش . عُيّن ملكًا بين عامي ١٣٥٣ و١٣٧٧، ثم ملكًا على صربيا والبوسنة بين عامي ١٣٧٧ و١٣٩١، ثم ملكًا على كرواتيا ودالماتيا بعد عام ١٣٩٠. كان "حاكمًا بارعًا سياسيًا ومتسامحًا دينيًا"، وتحت قيادته، بلغت البوسنة أوج ازدهارها وأصبحت أقوى قوة في البلقان . سيطر على الدولة، واحتل أجزاءً من صربيا وكرواتيا ودالماتيا وهوم وكوتور وزيتا ، بالإضافة إلى أراضي سنجق ( راشكا ) الحالية.                    |
|  | كانت الطوباوية كاثرين من البوسنة ملكة البوسنة زوجة الملك ستيفن توماس . وفي وصيتها، تركت حق المطالبة بالمملكة للكرسي الرسولي ، شريطة ألا يعود أبناؤها إلى المسيحية. ولم يعد أبناؤها إلى المسيحية، لذا تُلقب غالبًا بـ"آخر ملكة للبوسنة"، مع أن آخر من حمل اللقب كانت في الواقع زوجة ابن كاثرين، ماري الصربية . ولا تزال ذكرى الملكة كاثرين، التي طوبت بعد وفاتها، حية في وسط البوسنة، حيث يحتفل الكاثوليك تقليديًا في 25 أكتوبر بقداس في بوبوفاتش على مذبح الوطن . |
|  | ديفا جرابوفتشيفا هي شهيدة عذراء من الكنيسة الرومانية الكاثوليكية، وهي رمز لمقاومة الكاثوليك في البوسنة والهرسك ضد الأتراك. |

## مبانى
|  | ستيكاك هو حجر قبر ضخم يعود إلى العصور الوسطى، تم العثور عليه منتشرًا في جميع أنحاء ريف البوسنة والهرسك، مجمعًا في العديد من المقابر القديمة. |
|  | ستاري موست ( بالإنجليزية : Old Bridge) هو جسر عثماني أعيد بناؤه من القرن السادس عشر في مدينة موستار في البوسنة والهرسك يعبر نهر نيريتفا ويربط بين جزأين من المدينة. ظل الجسر القديم قائمًا لمدة 427 عامًا، حتى دمره مجلس الدفاع الكرواتي في 9 نوفمبر 1993 خلال الحرب الكرواتية البوسنية . بعد ذلك، بدأ مشروع لإعادة بنائه، وافتتح الجسر المعاد بناؤه في 23 يوليو 2004. يُعد أحد أكثر المعالم شهرة في البلاد، كما يُعتبر أحد أكثر القطع النموذجية للعمارة الإسلامية في البلقان وقد صممه معمار خير الدين، وهو طالب ومتدرب لدى المهندس المعماري الشهير معمار سنان . تم إدراج الجسر والمدينة القديمة المحيطة به في سجل اليونسكو لمواقع التراث العالمي . |
|  | جسر محمد باشا سوكولوفيتش ( بالبوسنية : Most Mehmed-paše Sokolovića ) هو جسر تاريخي يقع في فيشغراد ، فوق نهر درينا في شرق البوسنة والهرسك . اكتمل بناؤه عام ١٥٧٧ على يد المهندس المعماري العثماني معمار سنان بأمر من الصدر الأعظم محمد باشا سوكولوفيتش . أدرجت اليونسكو هذا الجسر في قائمة التراث العالمي لعام ٢٠٠٧. |
|  | كاتدرائية القلب المقدس ( بالكرواتية : Katedrala Srca Isusova ) في سراييفو ، والمعروفة باسم كاتدرائية سراييفو، هي أكبر كاتدرائية في البوسنة والهرسك . وهي مقر رئيس أساقفة فرهبوسنا ، الكاردينال فينكو بوليتش حاليًا، ومركز العبادة الكاثوليكية في المدينة. تقع الكاتدرائية في حي البلدة القديمة بالمدينة. وقد صممها جوزيف فانكاش ككنيسة ذات ممرات ثلاثية على الطراز الانتقائي، مع غلبة العناصر القوطية الجديدة . يقع قبر جوزيف ستادلر ، أول رئيس أساقفة فرهبوسنا، في الكاتدرائية. |
|  | مسجد الغازي خسرو بك ( البوسنوية: Gazi Husrev-begova Džamija ، التركية: Gazi Hüsrev Bey Camii مسجد باسكارسييا (بالبوسنية: баскарсия баскарсия) هو مسجد في مدينة سراييفو ، البوسنة والهرسك . يُعدّ أهم صرح إسلامي في البلاد، وأحد أروع نماذج العمارة العثمانية في العالم. يقع في حي باسكارسييا ببلدية ستاري غراد ، ويظل من أشهر مراكز العبادة في المدينة. |
|  | كنيس سراييفو ( بالصربية الكرواتية : Sarajevska sinagoga) هو أكبر كنيس يهودي في سراييفو، ويقع على الضفة الجنوبية لنهر ميلياكا . بُني عام ١٩٠٢ على الطراز الموريسكي المُتقن. صممه كارل باريك ، وكان طرازه الموريسكي الجديد المُزخرف بزخارفه الغنية خيارًا شائعًا للمعابد اليهودية في الإمبراطورية النمساوية المجرية . وهو الكنيس الوحيد الذي لا يزال يعمل في سراييفو حتى اليوم. |

## رموز تانيه
|  | السيريلية البوسنية المعروفة على نطاق واسع باسم بوسانتشا هي نوع منقرض من الأبجدية السيريلية التي نشأت في البوسنة والهرسك . وقد استخدمت على نطاق واسع في البوسنة والهرسك والمناطق الحدودية في كرواتيا (مناطق دالماتيا الجنوبية ودوبروفنيك ). |